# Scoville Browne
Pour les articles homonymes, voir Browne.
Scoville « Toby » Browne, né le 13 octobre 1915 à Atlanta et mort le 3 octobre 1994 à New York, est un musicien de jazz américain.

## Biographie
Scoville Browne est né à Atlanta,, le 13 octobre 1915. Son nom a été orthographié différemment comme Browne ou Brown. Il a d'abord joué avec Junie Cobb à Chicago (vers 1929), puis joué dans un groupe dirigé par le batteur Fred Avendorph (1931-1932) et avec Louis Armstrong (1933, 1935), Jesse Stone (1934), Jack Butler, Claude Hopkins (1936), Blanche Calloway (1937). Il est mort le 3 octobre 1994 à New York.